# Даренка (приток Песочной)
Даренка — река в Московской области России, левый приток Песочной, впадающей в Истру.
Берёт начало на северной окраине дачного посёлка Снегири, в 1,5 км к северу от станции Снегири Рижского направления Московской железной дороги, устье — у деревни Кашино, в 3 км к востоку от города Истры.
Основной приток — река Дарья, впадает справа.
Длина — 16 км, площадь водосборного бассейна — 55,5 км². Равнинного типа. Питание преимущественно снеговое. Замерзает обычно в середине ноября, вскрывается в середине апреля. Даренка выглядит очень живописно, рассекая моренную гряду и причудливо извиваясь среди еловых лесов и полей.
На реке расположены дачный посёлок Снегири, деревни Подпорино, Алексино, Ивановское и село Дарна.

## Данные водного реестра
По данным государственного водного реестра России, относится к Окскому бассейновому округу. Речной бассейн — Ока, речной подбассейн — бассейны притоков Оки до впадения Мокши, водохозяйственный участок — Москва от города Звенигорода до Рублёвского гидроузла, без реки Истры (от истока до Истринского гидроузла).